# Клівленд (Нью-Йорк)
Клівленд (англ. Cleveland) — селище (англ. village) в США, в окрузі Освіго штату Нью-Йорк. Населення — 732 особи (2020).

## Географія
Клівленд розташований за координатами 43°14′24″ пн. ш. 75°53′3″ зх. д. / 43.24000° пн. ш. 75.88417° зх. д. (43.240002, -75.884202).  За даними Бюро перепису населення США в 2010 році селище мало площу 3,17 км², з яких 2,93 км² — суходіл та 0,24 км² — водойми.

## Демографія
Згідно з переписом 2010 року, у селищі мешкало 750 осіб у 287 домогосподарствах у складі 189 родин. Густота населення становила 236 осіб/км².  Було 324 помешкання (102/км²).
Расовий склад населення:
| - 97,2 % — білих - 0,9 % — азіатів - 0,7 % — корінних американців - 0,4 % — чорних або афроамериканців |

До двох чи більше рас належало 0,4 %. Частка іспаномовних становила 1,2 % від усіх жителів.
За віковим діапазоном населення розподілялося таким чином: 25,6 % — особи молодші 18 років, 62,1 % — особи у віці 18—64 років, 12,3 % — особи у віці 65 років та старші. Медіана віку мешканця становила 39,4 року. На 100 осіб жіночої статі у селищі припадало 106,0 чоловіків;  на 100 жінок у віці від 18 років та старших — 109,0 чоловіків також старших 18 років.
Середній дохід на одне домашнє господарство  становив 60 364 долари США (медіана — 43 438), а середній дохід на одну сім'ю — 67 334 долари (медіана — 56 667). Медіана доходів становила 40 865 доларів для чоловіків та 36 333 долари для жінок. За межею бідності перебувало 22,3 % осіб, у тому числі 42,5 % дітей у віці до 18 років та 6,3 % осіб у віці 65 років та старших.
Цивільне працевлаштоване населення становило 325 осіб. Основні галузі зайнятості: освіта, охорона здоров'я та соціальна допомога — 22,8 %, роздрібна торгівля — 20,9 %, виробництво — 9,5 %, фінанси, страхування та нерухомість — 8,3 %.